# 욤자깅 체뎅발
욤자깅 체뎅발(몽골어: Юмжаагийн Цэдэнбал, 1916년 9월 17일~1991년 4월 20일)은 몽골의 경제학자, 정치인이다. 몽골 인민혁명당 중앙위원회 서기장, 몽골 인민공화국 총리(1952년~1974년), 대인민후랄 상임위원회 위원장(1974년~1984년)을 지냈다.

## 생애

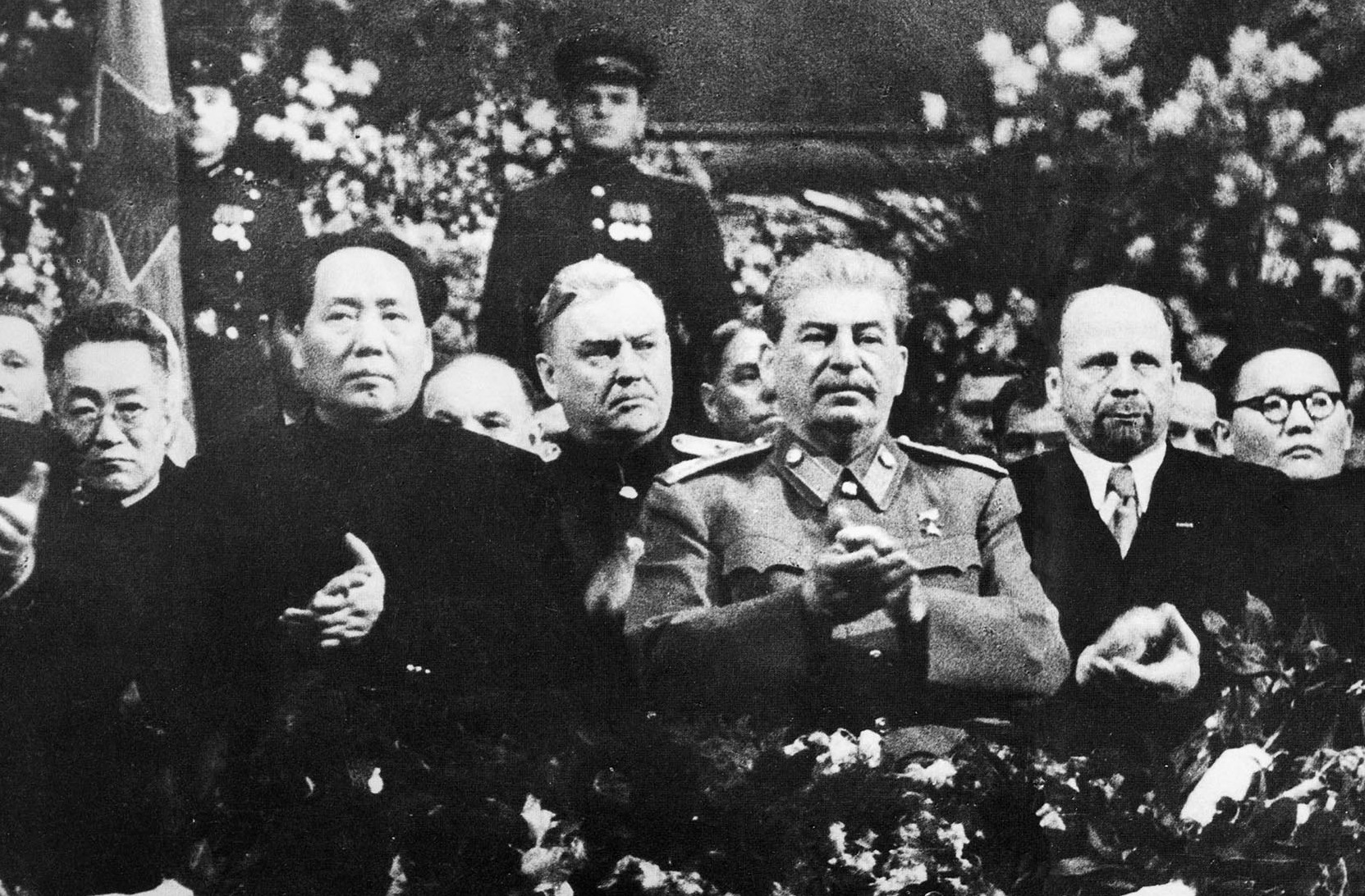
1949년 12월 마오쩌둥과 함께 이오시프 스탈린의 칠순잔치에 참석한 체뎅발(맨 오른쪽).

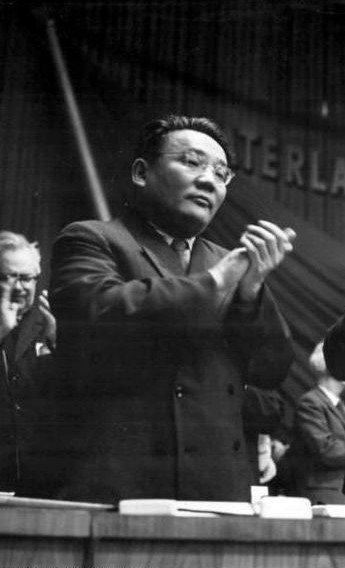
1963년 1월 동베를린에서 열린 독일 사회주의통일당 전당회의에 참석한 체뎅발

욤자깅 체뎅발은 폭군 위안스카이의 북양정권이 지배하고 있는 오브스 지역의 몽골인 가정에서 태어났다. 그의 가족은 가난한 유목민이었으며, 10명의 형제가 있었으나 그중 3명은 체뎅발이 어릴적에 사망했다.
1925년 체뎅발은 몽골인민공화국이 운영하는 호브드 시범학교에 입학했고, 1929년 국가 장학생 자격으로 소련으로 유학을 떠나 모스크바 동방노력자대학과 중산 대학에서 경제학을 전공하고 1938년에 귀국했다. 이후 그는 울란바토르 상경대학에서 경제학 박사 과정을 수료해 교수 자격과 학위를 받았다.
1939년 허를러깅 처이발상의 대숙청으로 인민혁명당 지도부에 공백이 발생하자 유학파 청년인 체뎅발이 지도부에 합류했고 당 내부에서 고속 승진을 거쳐 이듬해 몽골 인민혁명당 총서기 직위에 올랐다.
1945년부터 체뎅발은 몽골 인민공화국의 내무부 장관을 겸임했고 산업, 농업, 복지, 건강, 문해력, 과학, 문화 발전에 투자에 낙후된 조국을 소련식 선진 사회주의 국가의 길로 이끌었다.
1946년에는 이오시프 스탈린, 장제스와 비밀 협상을 통해 중화민국으로부터 정식 독립을 이루어냈다. 그해 소련으로부터 경제 협정을 체결해 몽골의 경제와 산업을 집중적으로 대폭 발전시켰다. 1949년 중화인민공화국이 수립되자 체뎅발은 국교 재수교를 주장하며 중화인민공화국을 공식 국가로 인정하고 국경과 영토 협상을 벌여 현대식 몽골 국경 공식 확립이라는 역사적인 성과를 거두기도 했다.
1949년 11월부터 체뎅발은 자신의 견해를 수정해 몽골이 독립 국가가 아닌 소련의 공화국이 되는것을 강력히 희망했다. 이러한 견해 때문에 몽골 국민주의를 지지하던 처이발상과 충돌했지만 능력을 인정받아 1950년 그의 공식 후계자로 지명되었다.
그는 처이발상을 대신해 스탈린의 칠순잔치에 몽골 인민공화국 대표로 직접 참석하는 등 영향력을 과시했다. 동시에 처이발상으로부터 경쟁자를 상대하는 정치 기술을 배우기도 했다. 체뎅발의 정치 기술은 1960년대 몽골 인민혁명당에서 친소파 득세와 친중파 몰락이라는 대사건을 초래했다.
1952년 허를러깅 처이발상이 사망한 이후 욤자깅 체뎅발은 몽골 인민공화국의 국가원수가 되었고 친코민포름, 반제국주의 외교정책에 기초한 온건 공산주의 노선을 견지했다. 그의 균형잡힌 외교정책은 급변하는 아시아의 정세에서 몽골이 독립과 번영을 추구하는데 큰 도움을 주었다. 1960년 중소분쟁이 발생하자 체뎅발은 초기에는 중립을 유지하며 중재하다 종래에는 노골적으로 소련편을 들어 중화인민공화국으로부터 맹렬한 질타를 받았다.
1966년 중화인민공화국이 마오쩌둥의 문화대혁명 광기에 휘말리자 체뎅발은 몽골의 신변에 위협을 감지하고 소련과 더욱 밀착했다. 1971년 중국공산당의 2인자인 린뱌오가 탄 항공기가 자국 영공에서 격추되는 9.13사건이 발생하자 이를 빌미로 소련군 10만명을 향시 주둔시켰다.
1980년대에는 체뎅발의 지도력이 시험대에 올랐는데 그는 1968년과 1980년에 두차례에 걸처 동구권에서 다발적으로 발생한 반체제 폭동과 그에 대한 탄압에 대응하여 정치적 다극화와 몽골의 사상적 통일을 주창했다. 그러나 체뎅발의 지도력은 1980년부터 급격히 약화되었고 결국 1984년 모든 직책에서 물러나 가족과 함께 소련으로 이주해 그곳에서 생을 마감했다.
체뎅발이 사망한 이후 매국노로 인식되어 비판을 받았으나 1992년 몽골 인민공화국 붕괴 이후 몽골의 경제가 급격히 파탄나고, 몽골의 입지가 축소, 대외 의존으로 인한 부채 발생으로 체뎅발은 위인으로 재평가를 받게 되며 명예가 회복되었다.

## 평가
처이발상과 달리 임기 도중에 실각된 체뎅발에 대한 개인 숭배는 이루어지지 않았다. 그러나 몽골 인민공화국 붕괴 사태 이후 여러차례 경제 위기가 몽골을 강타했고 풍요로운 시대에 대한 강력한 향수가 발생해 많은 수의 몽골 사람들이 체뎅발을 존경하고 있다.
2016년 몽골 정부와 의회는 만장일치로 신규 농업축산 복합 단지의 명칭을 욤자깅 체뎅발 농업축산 복합 단지로 변경하기로 결정했다.